# 1545 en arts plastiques
| Années des arts plastiques : 1542 - 1543 - 1544 - 1545 - 1546 - 1547 - 1548    |
| Décennies des arts plastiques : 1510 - 1520 - 1530 - 1540 - 1550 - 1560 - 1570 |

Cette page concerne l'année 1545 en arts plastiques.

## Œuvres

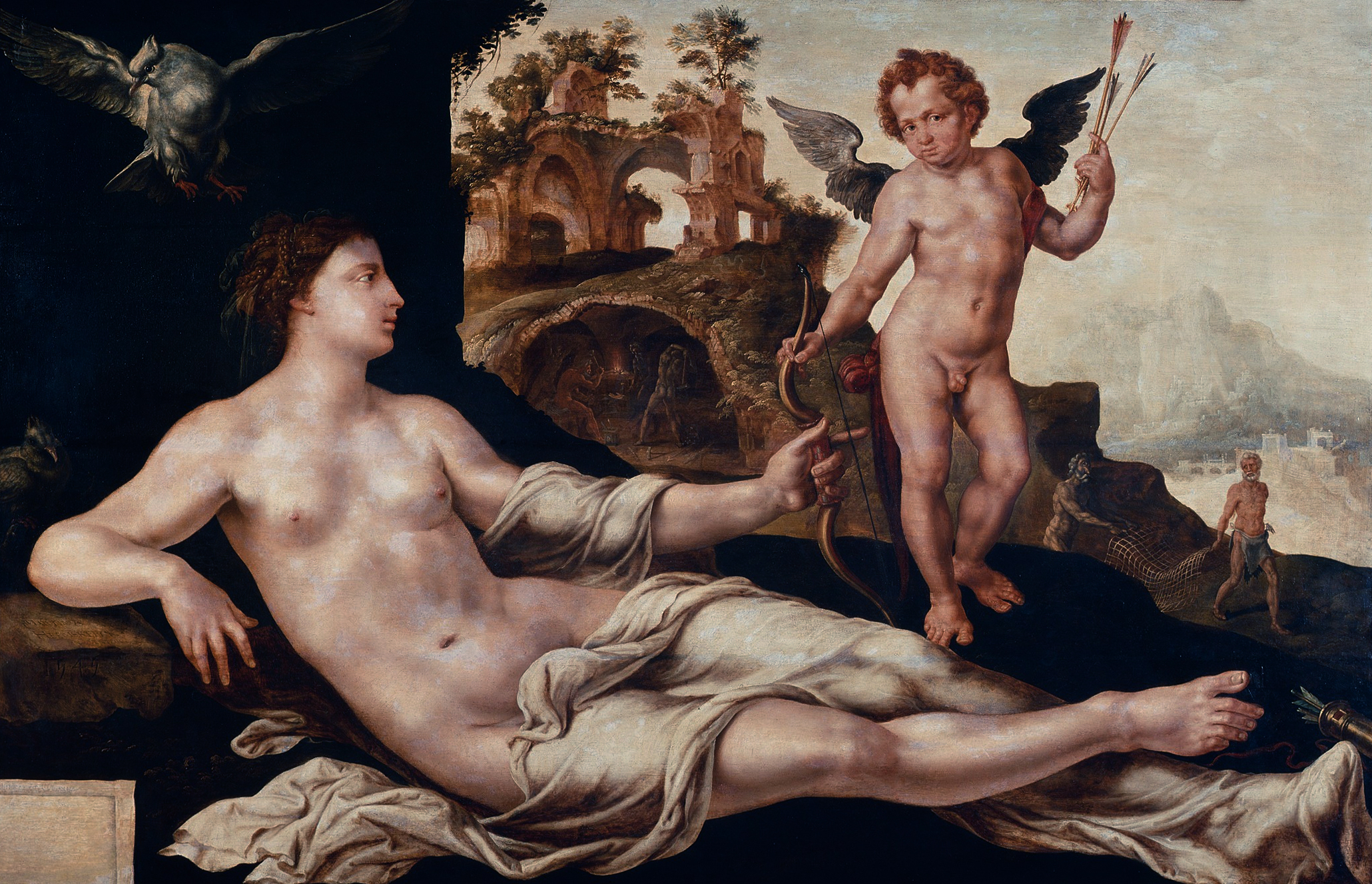
Vénus et Amour, Maarten van Heemskerck

## Naissances
- ? :
  - Cesare Baglioni, peintre baroque italien († 1615),
  - Biagio Betti, peintre italien († 8 août 1615),
  - Pedro de Bolduque, sculpteur espagnol († 1596),
  - Virgilio Nucci, peintre italien († 1621),
  - Frans Pourbus l'Ancien, peintre flamand († 19 septembre 1581),
  - Francesco da Urbino, peintre italien († 30 novembre 1582),
  - Adrien de Vries, sculpteur maniériste néerlandais († 1626).
- Vers 1545 :
- Jean de Hoey, peintre et graveur néerlandais († 8 septembre 1615).

## Décès
- Septembre : Hans Baldung, graveur, dessinateur, peinture et vitrailliste allemand (° 1484 ou 1485),
- ? :
  - Alejo Fernández, peintre espagnol, allemand (° vers 1475),
  - Rueland Frueauf le Jeune, peintre autrichien (° 1470),
  - Vicente Masip, peintre espagnol (° vers 1475),
  - San Danielo da Pellegrino, peintre italien (° 1480),
- Vers 1545 :
  - Paolo da Caylina le Jeune, peintre italien (° vers 1485).
  - Giovanni Vincenzo Corso, peintre italien de l'école napolitaine (° vers 1490).